# Athylia bialbolineata
Athylia bialbolineata là một loài bọ cánh cứng trong họ Cerambycidae.